# Йованович, Милан (1983)
Ми́лан Йова́нович (черног. Милан Јовановић / Milan Jovanović; 21 июля 1983, Чачак, СФРЮ) — черногорский футболист, защитник. Выступал в сборной Черногории.

## Карьера

### Клубная
Свою футбольную карьеру Милан начал в клубе из своего родного города «Борац», за который отыграл два сезона и забил один мяч в 26 матчах. На родине также выступал за клубы «Младост» из Лучани, «Железник» и «Раднички» из Нови-Београда. В 2004 году уехал за границу в румынский «Васлуй», за который провёл лишь 9 матчей и забил 2 мяча. После «Васлуя» Йованович перешёл в «Университатю» из Крайовы. Однако в новом клубе играл мало и в 2005 году игрок вернулся на родину, где отыграл один сезон за клуб из Первой лиги «Раднички» из города Ниш. В 2006 году вернулся обратно в Румынию, где выступал за «Унирю» из Урзичени и «Университатю» из Клужа. 8 июня 2009 года Милан перешёл в венский «Рапид», за который выступал до 2010 года. 5 августа 2010 года Йованович подписал трехлетний контракт с российским клубом «Спартак-Нальчик». В новом клубе дебютировал 14 августа в победном матче против «Сибири». Первый гол за «Спартак-Нальчик» Милан забил 28 августа в домашнем матче против «Рубина», поразив ворота Рыжикова с 70 метров. 15 мая 2012 года было сообщено о досрочном расторжении c игроком действующего контракта со «Спартаком» по обоюдному согласию сторон. 4 июля 2012 года было объявлено о подписании Йовановичем контракта с сербским клубом «Црвена звезда».

### В сборной
В национальной сборной дебютировал 24 марта 2007 года в товарищеском матче против Венгрии.
| №  | Дата             | Оппонент          | Счёт | Голы Йовановича | Соревнование            |
| 1  | 24 марта 2007    | Венгрия           | 2:1  | -               | Товарищеский матч       |
| 2  | 1 июня 2007      | Япония            | 0:2  | −               | Товарищеский матч       |
| 3  | 3 июня 2007      | Колумбия          | 0:1  | −               | Товарищеский матч       |
| 4  | 22 августа 2007  | Словения          | 1:1  | −               | Товарищеский матч       |
| 5  | 12 сентября 2007 | Швеция            | 1:2  | −               | Товарищеский матч       |
| 6  | 26 марта 2008    | Норвегия          | 3:1  | −               | Товарищеский матч       |
| 7  | 27 мая 2008      | Казахстан         | 3:0  | -               | Товарищеский матч       |
| 8  | 31 мая 2008      | Румыния           | 0:3  | −               | Товарищеский матч       |
| 9  | 10 сентября 2008 | Ирландия          | 0:0  | −               | Отборочный матч ЧМ-2010 |
| 10 | 15 октября 2008  | Италия            | 1:2  | −               | Отборочный матч ЧМ-2010 |
| 11 | 19 ноября 2008   | Македония         | 2:1  | −               | Товарищеский матч       |
| 12 | 12 августа 2009  | Уэльс             | 2:1  | −               | Товарищеский матч       |
| 13 | 10 октября 2009  | Грузия            | 2:1  | -               | Отборочный матч ЧМ-2010 |
| 14 | 14 октября 2009  | Ирландия          | 0:0  | −               | Отборочный матч ЧМ-2010 |
| 15 | 18 ноября 2009   | Беларусь          | 1:0  | −               | Товарищеский матч       |
| 16 | 3 марта 2010     | Македония         | 1:2  | −               | Товарищеский матч       |
| 17 | 25 мая 2010      | Албания           | 0:1  | −               | Товарищеский матч       |
| 18 | 29 мая 2010      | Норвегия          | 1:2  | −               | Товарищеский матч       |
| 19 | 11 августа 2010  | Северная Ирландия | 2:0  | −               | Товарищеский матч       |
| 20 | 3 сентября 2010  | Уэльс             | 1:0  | −               | Отборочный матч ЧЕ-2012 |
| 21 | 7 сентября 2010  | Болгария          | 1:0  | −               | Отборочный матч ЧЕ-2012 |
| 22 | 8 октября 2010   | Швейцария         | 1:0  | −               | Отборочный матч ЧЕ-2012 |
| 23 | 12 октября 2010  | Англия            | 0:0  | −               | Отборочный матч ЧЕ-2012 |
| 24 | 17 ноября 2010   | Азербайджан       | 2:0  | −               | Товарищеский матч       |
| 25 | 25 марта 2011    | Узбекистан        | 1:0  | −               | Товарищеский матч       |
| 26 | 2 сентября 2011  | Уэльс             | 1:2  | −               | Отборочный матч ЧЕ-2012 |
| 27 | 7 октября 2011   | Англия            | 2:2  | −               | Отборочный матч ЧЕ-2012 |
| 28 | 11 октября 2011  | Чехия             | 0:2  | −               | Отборочный матч ЧЕ-2012 |
| 29 | 29 февраля 2012  | Исландия          | 2:1  | −               | Товарищеский матч       |
| 30 | 25 мая 2012      | Бельгия           | 2:2  | −               | Товарищеский матч       |

Итого: 30 матчей / 0 голов; 14 побед, 6 ничьи, 10 поражений.
(откорректировано по состоянию на 26 мая 2012 года)